# Valltjärnen (Ljusdals socken, Hälsingland, 688673-151076)
Valltjärnen är en sjö i Ljusdals kommun i Hälsingland och ingår i Ljusnans huvudavrinningsområde.